# Inti-Illimani (álbum de 1969)
Inti-Illimani es el tercer álbum de estudio de la banda chilena Inti-Illimani, publicado inicialmente en 1969.
El 1 de julio de 2003, en torno a múltiples reediciones y remasterizaciones de los discos LP de Inti-Illimani, el sello Warner Music Chile reeditó este LP en formato CD, incluyéndose al final canciones adicionales e los álbumes anteriores Por la CUT y Voz para el camino.

## Lista de canciones[4][1]
| N.º   | Título                                           | Escritor(es)                           | Duración |  |
| 1.    | «Juanito Laguna remonta un barrilete»            | Hamlet Lima Quintana, René Cosentino   | 4:40     |  |
| 2.    | «El canelazo»                                    | popular ecuatoriana                    | 2:52     |  |
| 3.    | «Vasija de barro»                                | Gonzalo Benítez, Luis Alberto Valencia | 3:26     |  |
| 4.    | «Sikuriadas»                                     |                                        | 2:05     |  |
| 5.    | «Zamba de los humildes» (o La de los humildes)   | Armando Tejada Gómez, Óscar Matus      | 3:32     |  |
| 6.    | «Lárgueme la manga + El músico errante» (cuecas) | Efraín Navarro y popular chilena       | 3:01     |  |
| 7.    | «Fiesta de San Benito»                           | popular boliviana                      | 2:42     |  |
| 8.    | «Simón Bolívar»                                  | Rubén Lena, Isidro Contreras           | 2:17     |  |
| 9.    | «Jenecheru»                                      | popular boliviana                      | 2:40     |  |
| 10.   | «La naranja»                                     | popular ecuatoriana                    | 2:07     |  |
| 11.   | «Inti-Illimani»                                  | Horacio Salinas                        | 1:49     |  |
| 12.   | «Carta al Ché»                                   | Carlos Puebla                          | 3:51     |  |
| 13.   | «Una lágrima»                                    | popular boliviana                      | 3:12     |  |
| 38:14 |                                                  |                                        |          |  |

| Reedición de 2003 |                                                               |                             |          |  |
| N.º               | Título                                                        | Escritor(es)                | Duración |  |
| 14.               | «Cueca de la CUT» (de Por la CUT)                             | H. Pavez, trad. popular     | 1:50     |  |
| 15.               | «Zamba de los humildes» (de Por la CUT)                       | O. Matus, A. T. Gomez       | 3:24     |  |
| 16.               | «Juanito laguna remonta un barrilete» (de Voz para el camino) | Hamlet Lima, René Cosentino | 4:35     |  |
| 17.               | «Huajra» (de Voz para el camino)                              | Atahualpa Yupanqui          | 3:42     |  |
| 18.               | «Cueca de la CUT» (de Por la CUT)                             | H. Pávez, trad. popular     | 1:52     |  |
| 53:37             |                                                               |                             |          |  |

## Créditos
Inti-Illimani
- Max Berrú: voz, bombo
- Jorge Coulón: voz, guitarra, sicu, maracas
- Horacio Durán: charango, cuatro, sicu, voz
- Ernesto Pérez de Arce: quena, pandero, maracas, sicu, voz
- Horacio Salinas: guitarra, bandurria, sicu, voz

Colaboradores
- Vicente y Antonio Larrea: cubierta y fotos